# Кчун
Кчун — упразднённое село в Магарамкентском районе Дагестана. На момент упразднения входило в состав Гоганского сельсовета. В 1962 году население переселено в село Кчун-Казмаляр.

## География
Располагалось на северном склоне Самурской долины, у горы Рукердаг, в 3,5 км (по прямой) к северу от села Гарах.

## История
До вхождения Дагестана в состав Российской империи селение входило в состав Чилейского магала Кюринского ханства. После присоединения ханства к Российской империи числилось в Гоганском сельском обществе Кутур-Кюринского наибства Кюринского округа Дагестанской области. В 1895 году селение состояло из 48 хозяйств. По данным на 1926 год село состояло из 36 хозяйств. В административном отношении входило в состав Гуганского сельсовета Ахтынского района. С 1934 года в составе Докузпаринского района. С 1960 года в Магарамкентском районе. В советские годы являлось отделением колхоза имени Куйбышева. С 1960 года был принят план по поэтапному переселению жителей села на центральную усадьбу колхоза имени Шаумяна в село Кчун-Казмаляр.

## Население
| Год       | 1895 | 1907 | 1926 | 1939 |
| --------- | ---- | ---- | ---- | ---- |
| Население | 284  | 962  | 169  | 119  |

По данным Всесоюзной переписи населения 1926 года, в национальной структуре населения лезгины составляли 100 %